# Tektum
Tektum, tegulum, epistom (łac. tectum, gnathoctectum) – struktura anatomiczna na przodzie ciała niektórych roztoczy.
Tektum ogólnie oznacza każde blaszkowate wydłużenie egzoszkieletu, mające osłaniać narząd lub staw. W szczególności odnosi się do, zwanego również tegulum, epistomem lub gnathotectum, dachówkowatego przedłużenia przednio-grzbietowej części idiosomy, ochraniającego od góry gnatosomę. Tektum zaczyna się od grzbietowej krawędzi nasady subkapitulum lub u nasady szczękoczułek. Takie tektum występuje m.in.: u Holothyrida i żukowców.
U mechowców tektum przykrywa zwykle większość kapitulum i w części dystalnej przechodzi w rostrum. Narząd ten nazywany jest tektum rostralnym i stanowi przedłużenie prodorsum (grzbietowej tarczki proterosomy)